# Nuiqsut
Nuiqsut est une localité d'Alaska aux États-Unis située dans le Borough de North Slope, à 35 milles (56 km) de la Mer de Beaufort, près du delta de la rivière Colville.
Le village avait 423 habitants en 2017. On y trouve un commerce, un bureau de poste, une église, une école et un aérodrome.
Les habitants d'origine sont des Iñupiat. Ils ont comme tradition la chasse et la pêche à la baleine, ainsi que la confection d'objets artisanaux.
Toutefois, Nuiqsut est située au milieu de vastes ressources pétrolières, et les compagnies exploitantes payent des dividendes aux habitants, propriétaires des terres, en échange de l'exploitation des champs pétrolifères, ce qui représente actuellement leur principale ressource.

## Démographie
| 1980 | 1990 | 2000 | 2010 | - | - |
| ---- | ---- | ---- | ---- | - | - |
| 208  | 354  | 433  | 402  | - | - |